# 서생포왜성
서생포왜성(西生浦倭城)은 울산광역시 울주군 서생면에 있는 임진왜란 때 일본군이 쌓은 일본식 성곽(왜성)이다. 1963년 1월 21일 대한민국의 사적 제54호로 지정되었으나, 일제지정문화재 재평가 관련, 등급조정키로 함에 따라 1997년 1월 1일 사적 지정이 해제되었고, 1997년 10월 30일 울산광역시의 문화재자료 제8호로 재지정되었다.

## 개요
임진왜란때 가토 기요마사에 의해 축조되었으며, 죽도왜성과 부산왜성, 울산왜성과 봉화로 서로 연락하였다하여 봉화왜성이라는 이름으로 불렀다. 이 왜성은 비록 일본이 축성했으나 후에 조선에서도 사용했던 성으로, 남문 일부의 훼손을 제외한 다른 곳은 옛 모습을 그대로 보여주고 있으며, 16세기말의 일본 성곽 연구에 중요한 자료로 평가된다.

## 현지 안내문
울산광역시 울주군 서생리에 있는 이 성은 선조 26년(1593) 임진왜란 때 왜장 가토기요마사가 돌로 쌓은 왜성이다. 기장죽도성과 부산진성, 울산왜성과 봉화로 서로 연락하였다하여 일명 ‘봉화성’이라고도 부른다.
산정상에 본성을 두고 동북쪽 경사진 외곽에 2∼3겹으로 높이 6m의 성벽을 계단식으로 다시 쌓아 성 전체를 여러 구역으로 나누어 놓았다. 이것은 각 구역이 독립적인 전투를 할 수 있도록 한 왜성의 전형적인 모습이다.
성안에는 중간지점에 선조 32년(1599) 왜군과 싸우다 순절한 애국지사 위패를 모셨던 창표당 터가 남아 있으며, 본성 맨 서쪽에는 장군수라는 우물터가, 외성 남쪽에는 병사들의 식수로 사용했던 우물터가 있다.
이 왜성은 비록 일본이 축성했으나 후에 우리측에서도 사용했던 성으로, 남문 일부의 훼손을 제외한 다른 곳은 옛 모습을 그대로 보여주고 있으며, 16세기말의 일본성곽 연구에 중요한 자료로 평가된다.

### 한국문물연구원 해설
추정 창표당지 발굴조사를 통해 초축시기(임진왜란기) 절안부석축과 1구역 곡륜에 구축된 건 물지 3동, 열상주혈군 1기, 2구역에서 건물지 3동, 수혈 1기가 조사되었다. 서생포왜성 수축시기(정유재란기) 1구역 건물지 1동, 2구역 건물지 1동, 우물 1기가 확인되었다.

## 구조
아즈치모모야마 시대의 일본식 평산성이다. 본성과 지성으로 구분되어 구획되어 있다. 성벽은 외성(外城)의 경우 바깥쪽에만 돌로 쌓는 내탁식(內托式)으로 하고, 내성(內城)은 안과 밖 모두를 돌로 쌓는 협축식(夾築式)으로 축조하였으며, 기울기는 지면에서 60˚내외이다. 서생포왜성은 16세기 말기의 일본 성곽연구에도 귀중한 자료가 된다. 이러한 일본식 성곽은 임진왜란 이후 우리나라의 성곽 축조에도 일시 응용된 바 있다.

### 본성
모성(母城) 혹은 내성(內城)이라고도 구분한다. 회야강 강구의 작은 포구를 끼고 해발 133m 고지의 산정(山頂)에 혼마루를 축조하고 아래로 동쪽 경사면을 이용하여 복잡한 구조의 아래로 니노마루, 산노마루를 겹으로 두르고, 동북쪽 경사진 외곽에 약 6m의 노보리이시가키를 계단식으로 축조하여 본성과 연결해 놓고 있다. 이것은 각 구루와에 독립적인 전투를 할 수 있도록 한 왜성의 전형적인 모습이다. 그 아래로 산 아래까지 점차 길고 넓어지는 지성(支城)을 배치하였다.
본성에는 장군수와 천수각이 있다. 그리고 북문과 서문도 본성에 있다. 장군수는 옛날에 이곳에 머물렀던 일본군 장수들을 위한 우물이 있었던 곳으로 전해오고 있다. 그러나 지금은 주위 성벽이 파괴되면서 우물의 흔적을 찾기가 힘들다.

#### 천수각
천수각은 일본의 성에서 상징적인 건물로써 성곽에서 가장 높은 지역에 위치하고 평소에는 왜장이 머물고 전쟁 때는 전쟁을 지휘하던 곳이다. 이곳은 돌계단을 통해 올라가야 하는데 천수의 흔적은 없지만 돌계단은 아직 옛 모습 그대로 있다. 천수에서 주위를 보면 산이 있는 서쪽을 제외하고는 모든 방향이 트여있어 좋은 전략적 위치라는것을 알 수 있다.

#### 성문
서문은 성 전체로 보면 남쪽 방향이다. 지형적으로 보면 이 문을 나서면 해안으로 갈 수 있어 일본군이 가장 많이 드나들었을 문으로 생각된다. 기록을 보면 이 성에는 문이 여럿 있는데 오직 서문만 살아 나올 수 있는 문이었다고 한다. 오늘날이 지역이 서생면이 된 것도 이 문과 연결된 것이라고 보는 사람들이 있다.
반면 북문은 '죽음의 문'으로 불린다. 북문은 천수각 바로 위에 있다. 그런데 이문은 문의 이름만 있지 실제로 문은 없다. 따라서 옛날에 서생포왜성에 들어왔던 적병 중 이곳이 문인 줄 알고 탈출을 시도했던 사람들은 모두 죽고 말았다고하여 '죽음의 문'으로 통한다.

### 지성
자성(子城) 혹은 외성(外城)이라고도 한다. 지성에서 본성으로 들어가기 위해서는 니노마루와 산노마루를 지나야 한다. 니노마루와 산노마루가 있는 곳에도 해자가 있어 적이 쉽게 접근을 못하게 되어 있다. 아울러 이 성은 동서로 또 다른 성과 연결시켜 놓았다.

#### 창표당
창표당은 서생포왜성에서 일본군과 전쟁 중 전사를 한 우리 장병들을 위해 선조 32년(1599년)에 세운 사당이다. 창건 당시의 창표당에는 위패를 봉인한 본당 등 건물이 여럿 존재했다고 전해지나 지금은 배 밭에 울산시가 세워 놓은 표지판만 있을뿐이다.

#### 동제당
동제당은 서생포왜성을 점령할 때 공을 세웠던 명나라 장군 마귀의 위패를 모신곳이다. 또 성 동문에는 서생포왜성에서 전투를 벌였던 명나라 장군 편갈송이 정전 후에도 귀국하지 않고 조선에 귀화한 후 이곳에서 여생을 보낸 것을 기리기 위해 후손들이 기념비를 세워놓고 관리를 하고 있다.

### 해자
성벽 밖에는 2, 3중으로 해자를 둘렀다. 성곽의 전체 면적이 해자를 포함하여 46,000평에 이르고 해자를 제외한 성 외곽부의 길이가 약 2.5km, 평면상의 직선 거리는 동서 약 870m, 남 북 약 370m에 달해 남해안 각지에 산재하는 왜성 가운데 가장 웅장하다. 성의 내외부에는 다수의 우물터가 확인된다.

## 역사 및 연혁

#### 임진왜란

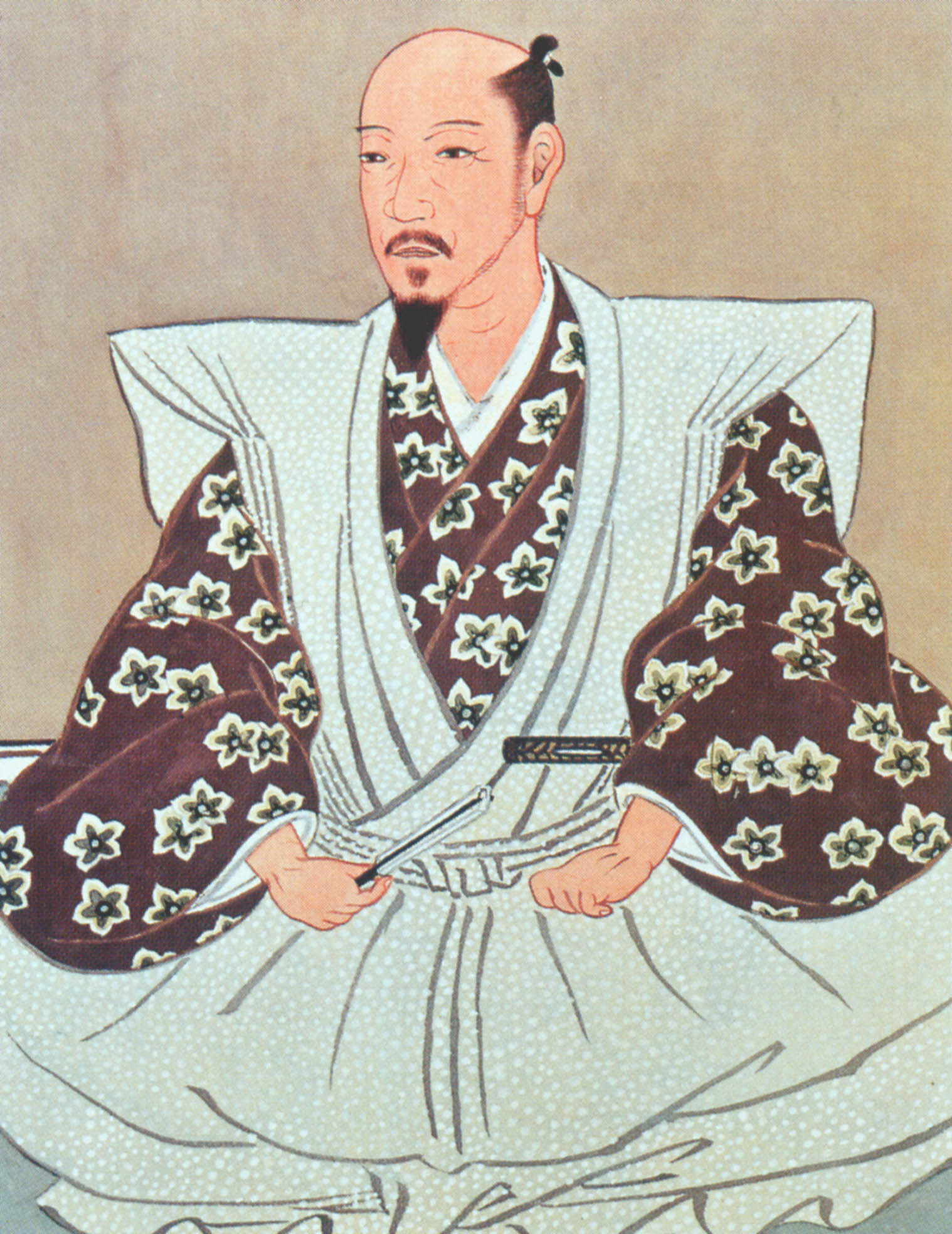
가토 기요마사

고문서에 서생포왜성과 관련된 내용이 최초로 등장하는 것은 1593년 도요토미 히데요시의 명령서(朱印狀)에 나타난 축성 명령이다. 같은 해 5월 히데요시 명령서는 이름을 알 수 없는 성의 수비에 가토 기요마사와 사가라 요리후사를 지시하고 있다. 한성에서 퇴각한 가토 기요마사는 이후 그대로 울산 서생포에 들어가 축성을 개시했을 것으로 추정되므로, 구체적인 일시는 정확히 알 수 없지만, 1593년에 본격적인 축성이 이루어졌다고 보아도 좋을 것이다.
같은 해 9월 히데요시의 명령서에는 "강화에 방심하지 말고 성을 견고히 하라"라고 지시하고 있는데, 이러한 일련의 명령서로 보아 서생포왜성은 가토 기요마사가 성의 원형을 만든 것이라고 추정된다.
1594년에는 평화교섭이 활발히 진행되어 4월에는 서생포왜성에서 사명대사와 가토 기요마사가 회견을 하였다.
1595년 6월 28일 자 히데요시의 명령서에 의해 부산왜성, 죽도왜성, 가덕도왜성 등의 몇 개를 남기고 여러 장수를 순차적으로 일본으로 귀국시켰는데, 이때 가토 기요마사는 서생포왜성에서 기장 죽성리왜성으로 옮겼고, 이때부터 서생포왜성은 한때 폐성이 되기도 했다.
1596년 히데요시의 명을 받고 귀국한 가토 기요마사는 후시미(伏見)로 향하였는데, 같은 해 9월 평화교섭이 결렬되자, 1597년 1월 가토 기요마사는 다시 1번대가 되어 약 10,000명의 군사를 이끌고 조선을 침입, 기장과 양산을 거쳐 폐성이던 서생포왜성에 재입성했다.
이 이후 가토 기요마사는 이 방면의 군사적 책임자가 되었고, 같은 해 2월 21일자 히데요시 명령서에 수비 책임자로 아사노 요시나가(浅野幸長)에게 3,000명의 재번을 명령하고 있다. 같은해 3월 가토 기요마사는 서생포왜성에서 사명대사와 다시 회담을 했다. 같은 해 7월 21일경에 아사노 요시나가가 서생포왜성에 입성하고, 가토 기요마사는 북위작전을 위해 출진하고, 같은 해 9월 아사노 요시나가는 혼마루의 토목공사에 착수한 것으로 보인다.
같은 해 10월말 가토 기요마사는 서생포왜성으로 돌아와서, 지금까지 가장 동쪽에 있던 서생포에서 북동쪽으로 약 35km, 떨어진 울산에 최전선에 왜성이 생기면 일본군 점령지 수비가 한층 강화될 것으로 보았는데, 그것이 바로 같은 해 11월 10일자 히데요시의 명령서에 의해 축성된 울산왜성이다. 12월 중순 이후 성의 외곽부분이 거의 완성되었을 무렵, 울산왜성이 조·명 연합군의 공격을 받기 시작하였다.(울산성 전투) 같은 해 1월 22일자 히데요시의 명령서에 의해 가토 기요마사는 울산왜성의 수비만 전념케 하고, 서생포왜성에는 모리 가쓰노부, 시마즈 다다토모, 이토 스케타카, 다카하시 모토타네, 아카즈키 타네나가, 사가라 나가쓰네 등 여러 장수가 입성하여 수비를 담당하게 되었다.
1598년 5월 22일자 히데요시의 명령서에 의해 지금까지 구포왜성에 있던 구로다 나가마사가 서생포왜성에 수비담당자가 되어, 이후 성을 버리고 떠날때까지 나가마사가 지키고 있었다. 같은 해 8월 18일 도요토미 히데요시의 사망으로 임진왜란이 종전에 다가왔고, 10월 15일자 고다이로(五大老)가 나가마사 앞으로 보낸 명령서에서 "울산이 공격당할 때는 서생포를 단단히 지킬 것, 비상시에는 서생포성을 버리고 부산성으로 빠져나갈 것"을 명령하고 있다. 10월 27일자 도쿠가와 이에야스의 명령서에는 "기요마사와 협의하여, 서생포성을 퇴각하여 부산성으로 입성하라"고 명령하고 있다. 11월 24일에 기요마사와 나가마사 등이 부산왜성에서 일본으로 귀국길에 오르자, 명나라의 제독 마귀가 울산왜성과 서생포왜성에 입성. 점령했다.

#### 만호진성
임진왜란 당시 일본군은 군대를 둘로 나누어 서생포와 부산의 다대포에 동시에 쳐들어와 서생포에는 서생포 만호진성(西生浦 萬戶鎭城)에 만호(萬戶)를 두었으나, 이를 지키지 못하고 무너졌다. 임진왜란 후, 서생포 만호진성의 수군만호는 수군동첨절제사(水軍同僉節制使)로 승격되었으나, 일본군이 축조한 서생포왜성의 성곽이 견고하다 하여 수군동첨절제사를 인근의 서생포왜성으로 이동하게 된다. 이래 서생포 만호진성은 폐성이 되고, 서생포왜성은 대진(大鎭)으로 승격되어 1895년(고종 32)까지 서생포왜성은 조선의 서생포진성(西生浦鎭城)으로 사용되었다.
1872년에 제작된 『울산서생진지도』(蔚山西生鎭地圖)를 보면 서생포왜성의 외성(外城) 내부의 관청건물, 그리고 주변 지역의 마을 모습을 볼 수 있으며 서생포진성의 남문 근처에는 시장도 형성되어 있음을 볼 수 있고 전선이 정박해 있는 수군의 모습을 볼 수 있어 서생포 왜성의 외성이 대촌(大村)으로 성장하였음을 알 수 있다.